# Francisco Dias Coelho
Francisco Dias Coelho, o Coronel Dias Coelho (Morro do Chapéu, 3 de dezembro de 1864 - de 19 de fevereiro 1919), foi um Coronel da Guarda Nacional, comerciante de diamantes e líder político na Chapada Diamantina, mais conhecido por ter sido o padrinho do Coronel Horácio de Matos.

## Biografia
Os ascendentes de Francisco Dias Coelho derivam de dois ramos: um primeiro formado por agregados pobres da Fazenda Gurgalha, um latifúndio de 17 mil hectares de propriedade do coronel Quintino Soares da Rocha, que ascenderam ainda no tempo da pecuária, chegando a possuir pequenas propriedades que lhes davam certo status social diante dos outros agregados, mas que eram livres desde o início do século XIX; em um segundo ramo familiar composto por negros que chegaram à região como escravizados em meados do século XIX e que se estabeleceram primeiramente como agregados na mesma Fazenda Gurgalha, mas que conseguiram ascender socialmente no primeiro período da exploração de diamantes, conseguindo comprar suas alforrias e até mesmo algumas propriedades na vila de Nossa Senhora da Graça de Morro do Chapéu.
O primeiro ramo é representado pelo casal Simão e Ezalta Dias Coelho, sendo o primeiro apadrinhado por Quintino Rocha.
O segundo ramo era composto pelo casal formado por José Gomes de Araújo, ex-escravizado que obteve sua alforria em 1844, e por Andreza Maria do Espírito Santo, mulher escravizada definida como "mulata" nascida na vila de Jacobina, que se mudou para Morro do Chapéu em data incerta e que veio obter sua alforria em 12 de outubro de 1850, após o seu proprietário, o próprio José Gomes de Araújo alforriá-la e ela se casar com ele.
Era filho de negros (ou, no caso do pai, provavelmente mestiço) forros, Quintino Dias Coelho e Maria da Conceição Coelho, ligados ao chefe político da cidade de Morro do Chapéu, na época próspero centro minerador na Bahia, o Major Pedro Celestino Barbosa.
Trabalhou na farmácia do padrinho, onde aprendeu a ler e contar. Após receber do major como presente a patente de alferes da Guarda Nacional, dedicou-se ao comércio de diamantes a partir dos 24 anos de idade. Mais tarde adquiriu a patente de Coronel.
Ao conquistar fortuna, ocupou também funções públicas como o tabelionato de notas e, depois, no Cartório de Hipotecas, acumulando ambos. Casou-se com Maria Umbelina de Oliveira Coelho, sem filhos; entretanto, do relacionamento com Vicentina C. de Amorim, foi pai de Deusdedith Dias Coelho, que veio a tornar-se médico em 1917.

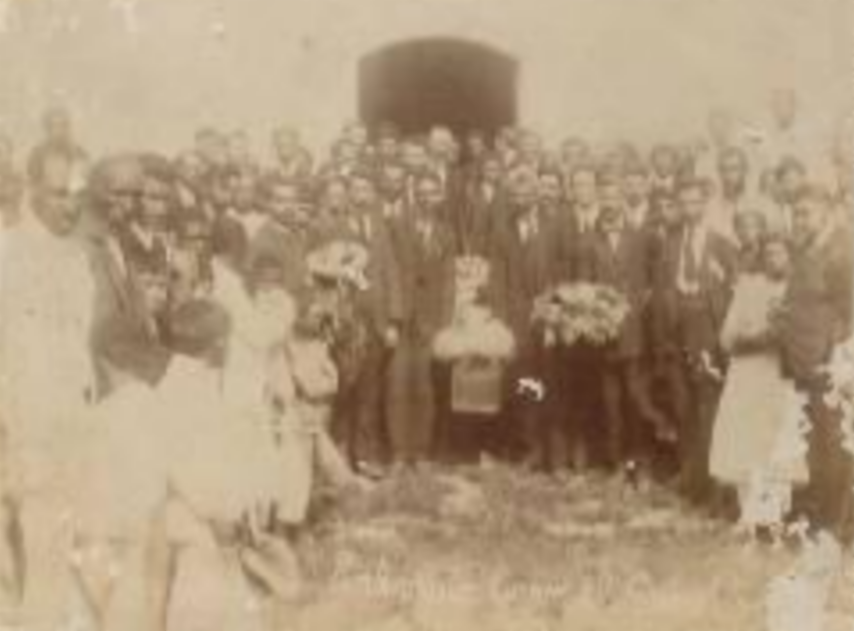
Registro do enterro do Cel. Dias Coelho, em 1919

Em sua farmácia acolheu o então jovem Horácio de Matos como aprendiz, e a quem presenteia com a patente de Coronel da Guarda Nacional. Horácio veio, mais tarde, a se tornar um dos principais representantes do coronelismo brasileiro, e sua morte assinalou o fim deste período no país.
Na sua cidade natal, Dias Coelho foi fundador e principal incentivador do Grêmio Literário, em 5 de outubro de 1902, composto de filarmônica, teatro e biblioteca. Em 1912, torna-se intendente da cidade, cargo que exercia quando faleceu, em 1919.  Ele seria sucedido por seu filho, Deusdedith Coelho, que assumiu o cargo de intendente de Morro do Chapéu pelo período de quatro anos, pois, em 1923, ele também veio a falecer no cargo.
Após sua morte, surgiu uma disputa política violenta envolvendo dois clãs políticos que ostracizaram politicamente Deusdedit Coelho e seus descendentes: o primeiro chefiado por Antônio de Souza Benta, negro descendente de escravizados que ascendeu socialmente e que veio a se tornar conhecido como Coronel Souza Benta, tendo sido intendente de Morro do Chapéu antes do próprio Dias Coelho, entre os anos de 1903 e 1907, e o segundo composto por Teotônio Marques Dourado Filho "Tiozinho", membro da família Dourado, clã de latifundiários brancos que se fortaleceu nos finais do século XIX. Este impasse somente seria solucionado em 1926.

## Intendência de Morro do Chapéu
Dias Coelho, dentre outras realizações, reformou a Casa da Câmara, e outros edifícios públicos como a Cadeia, o Hospício dos Órfãos, o Cemitério e outros. Realizou a iluminação pública, calçamentos e a ponte que leva seu nome sobre o Rio Jacuípe. Quando faleceu, deixou nos cofres públicos um saldo de doze contos de Réis.